# Pierre du Bourguet
Pierre du Bourguet (ur. 21 stycznia 1910 w Ajaccio, zm. 10 grudnia 1988 w Paryżu) – francuski jezuita, archeolog, egiptolog, koptolog i bizantynolog. 

## Życiorys
Był absolwentem École pratique des hautes études i Oksfordu. W latach 1953–1957 pracownik Institut français d'archéologie orientale w Kairze. Profesor w École du Louvre i Instytutu Katolickiego w Paryżu. Był głównym kuratorem w Luwrze. Zajmował się sztuką wczesnochrześcijańską, bizantyńską oraz koptyjską.

## Wybrane publikacje
- (współautor: Étienne Drioton), Les Pharaons à la conquête de l'art, Paris: Desclée de Brouwer 1965.
- Histoires et légendes de l'Égypte mystérieuse, Paris: Tchou, 1968.
- Contes de la vallée du Nil, Paris: Tchou 1968.
- Art paléochrétien, Louvain: Éditions Cercle d'art 1971.
- Grammaire égyptienne, Moyen Empire pharaonique, Louvain: Peeters 1971.
- Grammaire fonctionnelle et progressive de l'égyptien démotique, Louvain: Peeters  1976.
- L'Art égyptien, Paris: DDB 1979.
- Peintures chrétiennes, Famot, 1980.
- Les Coptes, Paris: Que sais-je ? 1989.
- La Peinture paléochrétienne, Paris: Duca-Lafont 1992.
- Le temple de Deir al-Médîna, éd. par Luc Gabolde, dessins de Leïla Ménassa, Le Caire, 2002 (Mémoires publiés par les membres de l'Institut français d'archéologie orientale du Caire, 121).

## Publikacje w języku polskim
- Sztuka Koptów, przeł. Jadwiga Lipińska, Warszawa: Wydawnictwa Artystyczne i Filmowe 1991.